# Middellandse Zeespelen 1997
De Middellandse Zeespelen 1997 vormden de dertien editie van de Middellandse Zeespelen. Ze werden gehouden van 13 tot en met 25 juni 1997 in de Italiaanse stad Bari.
De Spelen van 1997 trokken 2956 atleten, 400 meer dan in Languedoc-Roussillon in 1991. Het was de tweede keer dat de Spelen plaatsvonden in Italië, na Napels 1963.
Gastland Italië sloot de Spelen af als aanvoerder van het medailleklassement, op ruime afstand gevolgd door Frankrijk en Turkije.

## Sporten
Op deze Spelen stonden er 25 sporten op het programma, evenveel als vier jaar eerder. In 230 onderdelen konden medailles worden behaald.
| Atletiek Basketbal Bocce Boksen Gewichtheffen Golf Gymnastiek Handbal Judo | Kanovaren Karate Paardensport Roeien Schermen Schietsport Schoonspringen Tafeltennis Tennis | Voetbal Volleybal Waterpolo Wielersport Worstelen Zeilen Zwemmen |

## Medaillespiegel
| Plaats | Land                  | Goud | Zilver | Brons | Totaal |
| 1      | Italië                | 76   | 62     | 55    | 193    |
| 2      | Frankrijk             | 55   | 44     | 47    | 146    |
| 3      | Turkije               | 28   | 16     | 21    | 65     |
| 4      | Griekenland           | 19   | 22     | 21    | 62     |
| 5      | Spanje                | 18   | 30     | 47    | 95     |
| 6      | Kroatië               | 7    | 16     | 9     | 32     |
| 7      | Algerije              | 6    | 8      | 8     | 22     |
| 8      | Slovenië              | 5    | 8      | 10    | 23     |
| 9      | Joegoslavië           | 5    | 4      | 13    | 22     |
| 10     | Marokko               | 5    | 4      | 9     | 18     |
| 11     | Egypte                | 3    | 6      | 10    | 19     |
| 12     | Tunesië               | 2    | 3      | 9     | 14     |
| 13     | Syrië                 | 2    | 1      | 2     | 5      |
| 14     | Cyprus                | 0    | 3      | 4     | 7      |
| 15     | Albanië               | 0    | 1      | 1     | 2      |
| 15     | Bosnië en Herzegovina | 0    | 1      | 1     | 2      |
| 15     | Malta                 | 0    | 1      | 1     | 2      |
| 18     | San Marino            | 0    | 1      | 0     | 1      |
| Totaal | Totaal                | 230  | 231    | 269   | 730    |

## Deelnemende landen
Aan de dertiende Middellandse Zeespelen namen 21 landen deel, twee meer vier jaar eerder. De rompstaat Joegoslavië, die overgebleven was na de afscheiding van Bosnië en Herzegovina, Kroatië en Slovenië, keerde terug na vier jaar geleden afwezig te zijn geweest. Ook Libië keerde terug. Libanon, Libië en Monaco waren de enige landen die geen medailles wisten te vergaren.
- Albanië
- Algerije
- Bosnië en Herzegovina
- Cyprus
- Egypte
- Frankrijk
- Griekenland

- Italië
- Joegoslavië
- Kroatië
- Libanon
- Libië
- Malta
- Marokko

- Monaco
- San Marino
- Slovenië
- Spanje
- Syrië
- Tunesië
- Turkije